# Chrastné
Chrastné (in ungherese Abaújharaszti) è un comune della Slovacchia facente parte del distretto di Košice-okolie, nella regione di Košice.